# Pjotr Pekarskij

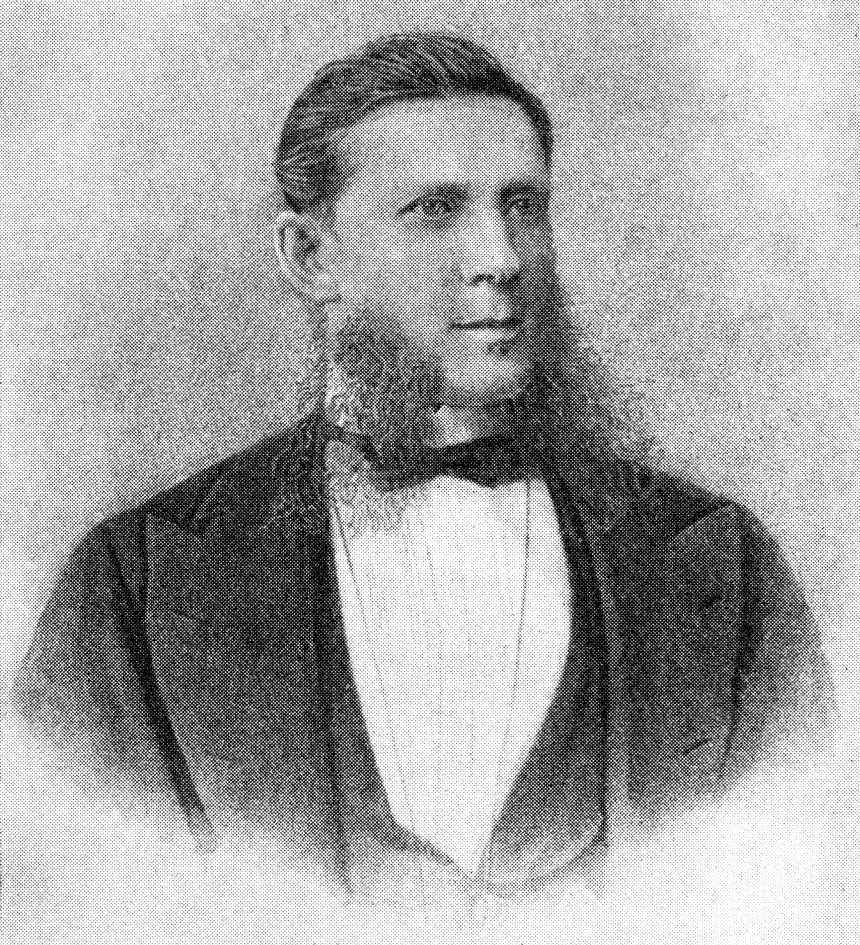
Pjotr Pekarskij.

Pjotr Petrovitj Pekarskij (ryska: Пётр Петрович Пекарский), född den 19 juli 1828, död den 12 maj 1872, var en rysk litteraturvetare.
Pekarskij blev 1863 adjunkt i ryska vetenskapsakademien och 1864 en av dess ledamöter. På grundval av arkivstudier författade han de kulturhistoriska arbetena Markis de Chétardie (om Jacques-Joachim Trotti de La Chétardie, 1862) med interiörer från kejsarinnorna Annas och Elisabets tid och Dopolnenija k istorii masonstva v Rossii (1868, 'Bidrag till det ryska frimureriets historia').
Pekarskijs främsta verk är Nauka i literatura pri Petrě velikom (1862) och Istorija Akademii nauk, ryska vetenskapsakademiens historia, i två delar till 1764 (1870–1873). Bland hans övriga skrifter märks Misterii i starinnyj teatr v Rossii (1857, 'Mysterierna och den gamla teatern i Ryssland'), Predstaviteli kievskoj utjenosti v XVII věkě (1862, Den kievska lärdomens representanter på 1600-talet) och Materialy dlja istorii Zurnalnoj i literaturnoj dějatelnosti Ekateriny II (1863, 'Material till historien om Katarina II:s publicistiska och litterära verksamhet').